# Bukit Jalil Nationaal Stadion
Het Bukit Jalil National Stadium is een stadion in Kuala Lumpur, Maleisië.
Het stadion ligt in de wijk Bukit Jalil. Het wordt gebruikt voor meerdere doeleinden, bijvoorbeeld voor voetbalwedstrijden van het nationale voetbalelftal. In het stadion kunnen 87.411 toeschouwers. Het stadion werd officieel geopend op 1 januari 1998 door de premier Mahathir Mohamad voor de Gemenebestspelen van 1998. Ook wordt stadion gebruikt voor atletiekwedstrijden, er ligt een atletiekbaan om het grasveld heen.

## Toernooien

### Zuidoost-Aziatisch kampioenschap voetbal 2004
In 2004 werd het Zuidoost-Aziatisch kampioenschap voetbal 2004 onder andere in dit stadion gespeeld. 
| №  | Datum            | Wedstrijd               | Uitslag | Zuidoost-Azië Cup 2004 |
| -- | ---------------- | ----------------------- | ------- | ---------------------- |
| 1  | 8 december 2004  | Filipijnen – Myanmar    | 0 – 1   | Groepsfase             |
| 2  | 8 december 2004  | Maleisië – Oost-Timor   | 5 – 0   | Groepsfase             |
| 3  | 10 december 2004 | Thailand – Myanmar      | 1 – 1   | Groepsfase             |
| 4  | 10 december 2004 | Maleisië – Filipijnen   | 4 – 1   | Groepsfase             |
| 5  | 12 december 2004 | Oost-Timor – Thailand   | 0 – 8   | Groepsfase             |
| 6  | 12 december 2004 | Maleisië – Myanmar      | 0 – 1   | Groepsfase             |
| 7  | 14 december 2004 | Filipijnen – Oost-Timor | 2 – 1   | Groepsfase             |
| 8  | 14 december 2004 | Maleisië – Thailand     | 2 – 1   | Groepsfase             |
| 9  | 16 december 2004 | Myanmar – Oost-Timor    | 3 – 1   | Groepsfase             |
| 10 | 3 januari 2005   | Maleisië – Indonesië    | 1 – 4   | Halve finale           |

### Aziatisch kampioenschap voetbal 2007
Tussen 7 en 29 juli 2007 werd het Azië Cup 2007 onder andere in dit stadion gespeeld. 
| № | Datum        | Wedstrijd              | Uitslag | Azië Cup 2007 | Toeschouwers |
| - | ------------ | ---------------------- | ------- | ------------- | ------------ |
| 1 | 10 juli 2007 | Maleisië – China       | 1 – 5   | Groepsfase    | 21.155       |
| 2 | 11 juli 2007 | Iran – Oezbekistan     | 2 – 1   | Groepsfase    | 1.863        |
| 3 | 14 juli 2007 | Oezbekistan – Maleisië | 5 – 0   | Groepsfase    | 7.137        |
| 4 | 15 juli 2007 | China – Iran           | 2 – 2   | Groepsfase    | 5.938        |
| 5 | 18 juli 2007 | Maleisië – Iran        | 0 – 2   | Groepsfase    | 4.520        |
| 6 | 22 juli 2007 | Iran – Zuid-Korea      | 0 – 0   | Kwartfinale   | 8.629        |
| 7 | 25 juli 2007 | Irak – Zuid-Korea      | 0 – 0   | Halve finale  | 12.500       |

### Zuidoost-Aziatisch kampioenschap voetbal 2010
In 2010 behaalde Maleisië de knock-outfase van het Zuidoost-Aziatisch kampioenschap voetbal 2010. In dit stadion werd de halve finale en finale gespeeld.
| № | Datum            | Wedstrijd            | Uitslag | Zuidoost-Azië Cup 2010 | Toeschouwers |
| - | ---------------- | -------------------- | ------- | ---------------------- | ------------ |
| 1 | 15 december 2010 | Maleisië – Vietnam   | 2 – 0   | Halve finale           | 53.000       |
| 2 | 26 december 2010 | Maleisië – Indonesië | 3 – 0   | Finale                 | 80.000       |

### Zuidoost-Aziatisch kampioenschap voetbal 2012
In 2010 behaalde Maleisië de knock-outfase van het Zuidoost-Aziatisch kampioenschap voetbal 2012. In dit stadion werd de halve finale en finale gespeeld.
| № | Datum            | Wedstrijd             | Uitslag | Zuidoost-Azië Cup 2012 |
| - | ---------------- | --------------------- | ------- | ---------------------- |
| 1 | 25 november 2012 | Indonesië – Laos      | 2 – 2   | Groepsfase             |
| 2 | 25 november 2012 | Maleisië – Singapore  | 0 – 3   | Groepsfase             |
| 3 | 28 november 2012 | Indonesië – Singapore | 1 – 0   | Groepsfase             |
| 4 | 28 november 2012 | Laos – Maleisië       | 1 – 4   | Groepsfase             |
| 5 | 1 december 2012  | Maleisië – Indonesië  | 2 – 0   | Groepsfase             |
| 6 | 9 december 2012  | Maleisië – Thailand   | 1 – 1   | Halve finale           |

### Zuidoost-Aziatisch kampioenschap voetbal 2014
In 2014 behaalde Maleisië de knock-outfase van het Zuidoost-Aziatisch kampioenschap voetbal 2014. In dit stadion werd de finale gespeeld.
| № | Datum            | Wedstrijd           | Uitslag | Azië Cup 2010 |
| - | ---------------- | ------------------- | ------- | ------------- |
| 1 | 20 december 2014 | Maleisië – Thailand | 3 – 2   | Finale        |